# رویتلینگن (ناحیه)
رویتلینگن (به آلمانی: Landkreis Reutlingen) یک ناحیه در آلمان است که در توبینگن واقع شده‌است. رویتلینگن ۲۸۱٬۰۸۰ نفر جمعیت دارد.